# Шмельцер, Липа
Липа Шмельцер (Эльазар Липа Шмельцер, идиш אלעזר ליפּא שמעלצער‎, англ. Elazar Lipa Schmeltzer, ивр. אלעזר ליפא שמלצר‎, род. 17 марта 1978) — американский певец, композитор и шоумен, один из наиболее известных представителей хасидской эстрады и современной религиозной еврейской музыки.

## Биография
Родился 17 марта 1978 года в посёлке Нью-Сквер в округе Рокленд штата Нью-Йорке, одиннадцатый из двенадцати детей сквирского хасида Реувена Шмельцера. Дед со стороны отца погиб во время Холокоста, отец в тринадцатилетнем возрасте был вывезен на «поезде Кастнера» через концлагерь Берген-Бельзен в Швейцарию в числе 1684 венгерских евреев в обмен на материальные ценности.
Не получил профессионального музыкального образования. Вскоре после вступления в брак в 1998 году начал работать бадхеном на хасидских свадьбах и религиозных церемониях в Бруклине и штате Нью-Йорк, одновременно выпуская аудиозаписи и публикуя видео на портале YouTube. Первый альбом Nor B’Simcha вышел в 1999 году.
В 2014 году с отличием окончил двухлетний курс Роклендского колледжа в области свободных и исполнительских искусств, в 2018 году получил степень бакалавра в Колумбийском университете, также с отличием.
Разведён, четверо детей.

## Творчество
Исполняет на идише, английском и иврите, сочетая традиционную хасидскую и еврейскую музыку с современными музыкальными стилями (поп, рок, элементы рэпа).
Выступал на официальных ханукальных церемониях в мэрии Нью-Йорка при Майкле Блумберге и в Белом доме для администрации Барака Обамы, провёл ряд благотворительных концертов, неоднократно гастролировал в Израиле.
Современный подход к организации мероприятий, в частности, отказ от разделения аудитории на женскую и мужскую, вызвал неприятие ряда хасидских кругов и привёл к отмене в 2008 совместного со Шлойме Гертнером концерта The Big Event в Мэдисон-сквер-гардене и выступлений в Лондоне после публикации запрета на посещение во влиятельной газете Hamodia. Впоследствии заручился поддержкой ортодоксальных раввинов, в частности, Шмуэля Каменецкого и духовного лидера сквирского хасидизма Давида Тверского.
Является одним из наиболее узнаваемых и оригинальных исполнителей в своём жанре, газеты The Forward, The Times of Israel и журнал Tablet назвали его «Леди Гагой хасидской музыки», газета The Jerusalem Post — первой ультраортодоксальной поп-звездой.

## Дискография
- Nor B’simcha (1999)
- Shema (2000)
- Letova (2001)
- Purim In Skver (2002)
- Bederech (2003)
- Le’eilu Uleeilu (2004)
- The New Project X (2005)
- Keneina Hora (2005)
- Hallel (2006)
- The Lipa Experience (DVD, 2007)
- The Next Project X (2007)
- A Poshiter Yid (2008)
- Non Stop Lipa (2009)
- Me’imka D’Lipa: From the Depth of My Heart (2010)
- 24/6 Lipa (2011)
- Leiby Forever (2011)
- Leap of Faith (2012)
- Dus Pintele — The Hidden Spark (2013)
- B Positive (совместно с Мэттом Даббом) (2015)
- Lipa On Broadway (DVD, 2015)
- Lipa’s Gevaldig (2020)
- BavLipa (2022)
- Ritzious Shimmy Schmeltzer Bar Mitzvah (2022)